# Lente condensadora
As lentes condensadoras de um microscópio ótico são o conjunto de lentes convergentes, localizado abaixo da platina, que concentra o feixe luminoso necessário para a obtenção de uma iluminação uniforme sobre o material observado.